# Splurge
『Splurge』（スプラージ）は、2006年6月28日に発売したPUFFYの8枚目のアルバム。デビュー10周年記念アルバム。

## 収録曲
1. Radio Tokyo [4:56]
作詞・作曲・プロデュース・編曲：Butch Walker
2. ナイスバディ [3:14]
作詞：PUFFY　作曲：Andy Sturmer, Andy Thompson、プロデュース・編曲：アンディ・スターマー
  - ダイハツ工業「ムーヴラテ」CMソング（「洗車の前に、まず洗顔」篇）
3. Tokyo I'm On My Way [2:42]
作詞・作曲：Dexter Holland　編曲：亀田誠治
4. Shall We Dance? [2:56]
作詞：PUFFY　作曲・プロデュース・編曲：Butch Walker
  - テレビ朝日「Hi Hi PUFFY部」オープニングテーマ
5. 恋のエチュード [3:30]
作詞・作曲：草野正宗　プロデュース・編曲：根岸孝旨
  - 「愛のしるし」以来となるスピッツの草野正宗提供曲。
  - ダイハツ工業「ムーヴラテ」CMソング（「デラックスリラックス」篇）
6. 女マシンガン [2:48]
作詞：セイジ（ギターウルフ）　作曲・プロデュース・編曲：Jon Spencer
7. Sunday in the park [4:58]
作詞・作曲・プロデュース・編曲：Charley Drayton, 奥田民生
8. モグラライク [3:16]
作詞・作曲・プロデュース・編曲：奥田民生
  - TBS系野球中継「ザ・プロ野球」テーマ曲
  - 「MLB主義」エンディング曲&テーマ曲
9. missing you baby [2:26]
作詞：PUFFY　作曲・プロデュース・編曲：Andy Sturmer
  - 長谷工コーポレーション「マクハリタマゴ」CMソング
10. 早春物語 [3:29]
作詞：PUFFY　作曲・プロデュース・編曲：Anders Hellgren, David Myhr
  - 三井不動産「三井アウトレットパーク」CMソング
11. モグラ [3:06]
作詞・作曲：甲本ヒロト　編曲：上田ケンジ
  - 「モグラライク」のカップリング曲。
12. らくだの国 [3:58]
作詞・作曲・プロデュース・編曲：斉藤和義
  - 吉村由美ソロ曲
13. Security Blanket [4:25]
作詞：大貫亜美　作曲・プロデュース・編曲：横山健
  - 大貫亜美ソロ曲
14. はじまりのうた [4:21]
作詞：PUFFY　作曲：Andy Sturmer, Bleu　プロデュース・編曲：Andy Sturmer
  - 映画「劇場版ポケットモンスターアドバンスジェネレーション ミュウと波導の勇者ルカリオ」主題歌
15. Basket Case (Bonus Track) [2:52]
作詞：Billy Armstrong　作曲：Billy Armstrong, Michael Pitchard, Frank Wright
  - グリーン・デイのカバー

### US版
1. Call Me What You Like (If You Like Rock-n-Roll)
2. Nice Buddy
3. Tokyo I'm on My Way
4. Radio Tokyo
5. Mole-Like
6. Etude
7. Go Baby Power Now
8. Sunday in the Park
9. Missing You Baby
10. The Story
11. Mole
12. Cameland
13. Security Blanket
14. Beginnings

Bonus tracks:
1. Friends Forever ~FICKLE Remix~
2. Teen Titans Theme ~POLYSICS' CR-06 MIX~

## 演奏
- PUFFY
  - Vocal (#1-11.14.15)
  - Harmony (#1-5.7.8.9.14)
- 吉村由美：Vocal, Harmony & Tambourine (#12)
- 大貫亜美：Vocal & Harmony (#13)
- ブッチ・ウォーカー
  - Guitar, Bass (#1.4)
  - Harmony (#1)
- Darren Dodd：Drums (#1.4)
- Carrick Moore Gerety：Guitar (#2)
- ジョン・フィールズ
  - Bass (#2,9)
  - Guitar (#9)
- 小名川高弘 (CHARCOAL FILTER)：Guitar (#3)
- 亀田誠治：Bass (#3)
- 村石雅行：Drums (#3)
- 奥田民生
  - Guitar (#5.7)
  - Harmony (#5.8)
  - All Instruments (#8)
- 根岸孝旨：Bass (#5)
- 古田たかし
  - Drums (#5.15)
  - Tambourine (#5)
- 柴田俊文：Keyboards (#5)
- 大和田保紀：Programming (#5)
- セイジ (ギターウルフ)：Shout (#6)
- ジョン・スペンサー：Acoustic Guitar, Electric Guitar & Percussion (#6)
- Matt Verta Ray (swamp and rockabilly), Chris Maxwell：Guitar (#6)
- Simon Chardiet：Double Bass (#6)
- Phil Hernandez：Drums & Percussion (#6)
- Daniel Jodocy：Box (#6)
- 小原礼：Bass (#7)
- チャーリー・ドレイトン：Drums (#7)
- アンディ・スターマー
  - Drums, Percussion & Keyboards (#9)
  - All Instruments (#14)
- Steve Lu：Strings (#9)
- Dan Kolton：Brass (#9)
- Anders Hellgren：Programming, Synthesizers, Bass & Guitars (#10)
- David Myhr：Guitars & Background Vocals (#10)
- Margan Hoglund：Drums (#10)
- 杉本恭一 (レピッシュ)：Guitar (#11)
- 上田ケンジ：Bass & Programming (#11)
- クハラカズユキ (THEE MICHELLE GUN ELEPHANT, The Birthday)：Drums (#11)
- 十川ともじ：Organ & Synthesizer (#11)
- 斉藤和義：12 Strings Guitar, Electric Guitar, Baritone Guitar, Piano, Marimba, Bass, Drums & Harmony (#12)
- 横山健 (Hi-STANDARD)：Guitar & Harmony (#13)
- Serge Verkhovsky：Bass & Harmony (#13)
- Duncan Redmonds：Drums & Harmony (#13)
- 柳沢二三男、辻剛：Guitar (#15)
- 木下裕晴：Bass (#15)
- 藤本純一：Keyboards (#15)

## その他
- 「恋のエチュード」（M-5）は、2008年4月9日発売のコンピレーション・アルバム「DRIVIN' J-POP for love & joy」の8曲目にも収録されている。